# Косов, Алексей Викторович
Алексей Викторович Косов (род. 29 июля 1994, Туркменистан) — российский тяжелоатлет, чемпион России 2015 года в весовой категории до 94 кг.

## Биография
Родился 29 июля 1994 года в Туркменистане. Отец Виктор Косов — профессиональный тяжелоатлет.
В 2004 году Косовы переехали из Туркменистана в город Шахты Ростовской области России.

## Спортивная карьера
В 2010 году Алексей стал серебряным призёром первых юношеских Олимпийских игр.
В 2011 году победил на юношеском первенстве мира. В 2013 году завоевал серебро юниорского первенства мира. В 2014 году завоевал уже золото юниорского первенства мира.
С 2015 года Алексей начал выступать на взрослом уровне и в начале августа на чемпионате России в Старом Осколе — не только завоевал золото по сумме двоеборья, но и установил рекорд России, подняв 187 кг в рывке.

## Дисквалификация
В ноябре 2015 года завоевал малую золотую медаль в рывке (181 кг) на чемпионате мира 2015 года. Однако по итогам допинг-теста у него в крови был обнаружен дегидрохлорометилтестестерон, за что Косов был дисквалифицирован до ноября 2019 года.
В 2023 году Косов дисквалифицирован за нарушения антидопинговых правил. Расследование нарушения антидопинговых правил велось в рамках дела о базе данных Московской антидопинговой лаборатории (LIMS).

## Спортивные достижения
- 2015 год, август — чемпион России 2015 года в категории до 94 кг в Старом Осколе (Россия).

## Основные результаты
| Год             | Место проведение | Вес             | Рывок (кг)      | Рывок (кг)      | Рывок (кг)      | Рывок (кг)      | Толчок (кг)     | Толчок (кг)     | Толчок (кг)     | Толчок (кг)     | Сумма           | Место           |
| Год             | Место проведение | Вес             | 1               | 2               | 3               | Место           | 1               | 2               | 3               | Место           | Сумма           | Место           |
| Чемпионаты мира | Чемпионаты мира  | Чемпионаты мира | Чемпионаты мира | Чемпионаты мира | Чемпионаты мира | Чемпионаты мира | Чемпионаты мира | Чемпионаты мира | Чемпионаты мира | Чемпионаты мира | Чемпионаты мира | Чемпионаты мира |
| --------------- | ---------------- | --------------- | --------------- | --------------- | --------------- | --------------- | --------------- | --------------- | --------------- | --------------- | --------------- | --------------- |
| 2015            | Хьюстон, США     | 94 kg           | 175             | 181             | 181             | DSQ             | 200             | 210             | 210             | DSQ             | 0               | DSQ             |

- Обладатель всероссийского рекорда в рывке — 187 кг (2015 год);